# Georg-Wilhelm Postel
Georg-Wilhelm Postel (25 de abril de 1896 - 20 de septiembre de 1953) fue un general alemán durante la II Guerra Mundial. Fue condecorado con la Cruz de Caballero de la Cruz de Hierro con Hojas de Roble y Espadas de la Alemania Nazi.
Postel fue hecho prisionero por el Ejército Rojo el 30 de agosto de 1944 después de la capitulación de Rumania. Condenado como criminal de guerra en la Unión Soviética, fue sentenciado a 25 años de trabajos forzados en 1949. Postel murió en cautividad el 20 de septiembre de 1953 de tuberculosis. Fue enterrado en el cementerio de prisioneros de guerra en Shajty.

## Condecoraciones
- Broche de la Cruz de Hierro (1939) 2ª Clase (10 de julio de 1941) & 1ª Clase (17 de agosto de 1941)[1]
- Cruz Alemana en Oro el 28 de febrero de 1942 como Oberst en el 364º Regimiento de Infantería[2]
- Cruz de Caballero de la Cruz de Hierro con Hojas de Roble y Espadas
  - Cruz de Caballero el 9 de agosto de 1942 como Oberst y comandante del 364º Regimiento de Infantería[3]
  - Hojas de Roble el 28 de marzo de 1943 como Generalmajor y comandante de la 320ª División de Infantería[3]
  - Espadas el 26 de marzo de 1944 como Generalleutnant y comandante de la 320ª División de Infantería[3]